# Chapel Royal
La Chapel Royal és la capella reial britànica, un conjunt de músics (cantors i instrumentistes) que realitzen el servei musical en els actes religiosos dels monarques britànics. Actualment les dues capelles britàniques existents són la Chapel Royal i la Queen's Chapel (Capella de la Reina). El terme "capella reial" fa referència tant al grup de músics com a l'edifici.

## Història
Les dates d'aparició de la Chapel Royal es remunten a finals del segle xiii. En aquella època els sacerdots i el cor viatjaven amb el rei on sigui que aquest anés. Al segle xvii la capella tenia el seu propi espai construït a Whitehall, que va ser destruït per un incendi el 1698. Des del 1702 resideix al St James's Palace, no gaire lluny del Palau de Buckingham, a Londres.
Als segles segle xvi i XVII el cor tenia fama de ser el millor d'Anglaterra. A Carles II li agradaven els instruments musicals, i així sovint s'hi afegien al cor violins, llaüts i violes.
Alguns compositors molt famosos van ser organistes a la Chapel Royal. Així, William Byrd (c. 1572-c. 1618) i Thomas Tallis (c. 1545-1585) van ser organistes durant el regnat d'Elizabeth I. També destaquen John Bull (1591-1613), Orlando Gibbons (1605-1625), John Blow (c. 1673-1708), Henry Purcell (1682-1695), Jeremiah Clarke (1704-1707), William Croft (1708-1727), i Georg Friedrich Händel (1723-1759). A l'època de Handel, com aquest era alemany, no se li permetia ser membre de la capella. En canvi, se li donà un títol especial: "Composer of Musick of His Majesty's Chappel Royal" (Compositor de música de la capella reial de sa Majestat).